# Irlande aux Jeux olympiques d'été de 2020
L'Irlande participe aux Jeux olympiques de 2020 à Tokyo au Japon. Il s'agit de sa 22e participation à des Jeux d'été.
Le comité représente tous les athlètes de la république d'Irlande ainsi que ceux d'Irlande du Nord qui le choisissent à la place de l'équipe de Grande-Bretagne et d'Irlande du Nord.

## Médaillés
| Sport  | Discipline                  | Athlète(s)                     | Performance                   | Date       |
| ------ | --------------------------- | ------------------------------ | ----------------------------- | ---------- |
| Aviron | Deux de couple poids légers | Paul O'Donovan Fintan McCarthy | 6 min 6 s 43                  | 29 juillet |
| Boxe   | Poids légers femmes         | Kellie Harrington              | Beatriz Ferreira Victoire 5-0 | 8 août     |

| Sport  | Discipline                  | Athlète(s)                                            | Performance                       | Date       |
| ------ | --------------------------- | ----------------------------------------------------- | --------------------------------- | ---------- |
| Aviron | Quatre sans barreur féminin | Aifric Keogh Eimear Lambe Fiona Murtagh Emily Hegarty | 6 min 20 s 46                     | 28 juillet |
| Boxe   | Poids welters hommes        | Aidan Walsh                                           | Pat McCormack Défaite par forfait | 1er août   |

| Sport  |   |   |   | Total |
| ------ | - | - | - | ----- |
| Aviron | 1 | 0 | 1 | 2     |
| Boxe   | 1 | 0 | 1 | 2     |
| Total  | 2 | 0 | 2 | 4     |

| Jour       |   |   |   | Total |
| ---------- | - | - | - | ----- |
| 28 juillet | 0 | 0 | 1 | 1     |
| 29 juillet | 1 | 0 | 0 | 1     |
| 1er août   | 0 | 0 | 1 | 1     |
| 6 août     | 1 | 0 | 0 | 1     |
| Total      | 2 | 0 | 2 | 4     |

| Sexe   |   |   |   | Total |
| ------ | - | - | - | ----- |
| Femmes | 1 | 0 | 1 | 2     |
| Hommes | 1 | 0 | 1 | 2     |
| Total  | 2 | 0 | 2 | 4     |

## Athlètes engagés
| Sport              | Hommes | Femmes | Total |
| ------------------ | ------ | ------ | ----- |
| Athlétisme         | 13     | 12     | 25    |
| Aviron             | 4      | 9      | 13    |
| Badminton          | 1      | 0      | 1     |
| Boxe               | 4      | 3      | 7     |
| Canoë-kayak        | 1      | 0      | 1     |
| Cyclisme           | 5      | 2      | 7     |
| Équitation         | 5      | 2      | 7     |
| Golf               | 2      | 2      | 4     |
| Gymnastique        | 1      | 1      | 2     |
| Hockey sur gazon   | 0      | 16     | 16    |
| Judo               | 1      | 1      | 2     |
| Natation           | 6      | 3      | 9     |
| Pentathlon moderne | 0      | 1      | 1     |
| Plongeon           | 1      | 1      | 2     |
| Rugby à sept       | 12     | 0      | 12    |
| Taekwondo          | 1      | 0      | 1     |
| Tir                | 1      | 0      | 1     |
| Triathlon          | 1      | 1      | 2     |
| Voile              | 2      | 1      | 3     |
| Total              | 61     | 55     | 116   |

## Résultats

### Athlétisme
| Athlète                                                | Épreuve                 | 1er tour         | 1er tour    | Demi-finale   | Demi-finale | Finale          | Finale   |
| Athlète                                                | Épreuve                 | Temps            | Rang        | Temps         | Rang        | Temps           | Rang     |
| ------------------------------------------------------ | ----------------------- | ---------------- | ----------- | ------------- | ----------- | --------------- | -------- |
| Marcus Lawler                                          | 200 m masculin          | 20 s 73          | 6e          | Éliminé       | Éliminé     | Éliminé         | Éliminé  |
| Leon Reid                                              | 200 m masculin          | 20 s 53          | 5e          | 20 s 54       | 7e          | Éliminé         | Éliminé  |
| Mark English                                           | 800 m masculin          | 1 min 46 s 75    | 4e          | Éliminé       | Éliminé     | Éliminé         | Éliminé  |
| Andrew Coscoran                                        | 1 500 m masculin        | 3 min 37 s 11    | 8e          | 3 min 35 s 84 | 10e         | Éliminé         | Éliminé  |
| Thomas Barr                                            | 400 m haies masculin    | 49 s 2           | 2e          | 48 s 26       | 4e          | Éliminé         | Éliminé  |
| Paul Pollock                                           | Marathon masculin       | Non disputé      | Non disputé | Non disputé   | Non disputé | 2 h 27 min 48 s | 71e      |
| Stephen Scullion                                       | Marathon masculin       | Non disputé      | Non disputé | Non disputé   | Non disputé | Abandon         | Abandon  |
| Kevin Seaward                                          | Marathon masculin       | Non disputé      | Non disputé | Non disputé   | Non disputé | 2 h 21 min 45 s | 58e      |
| David Kenny                                            | 20 km marche masculin   | Non disputé      | Non disputé | Non disputé   | Non disputé | 1 h 26 min 54 s | 29e      |
| Brendan Boyce                                          | 50 km marche            | Non disputé      | Non disputé | Non disputé   | Non disputé | 3 h 53 min 40 s | 10e      |
| Alex Wright                                            | 50 km marche            | Non disputé      | Non disputé | Non disputé   | Non disputé | 4 h 6 min 20 s  | 29e      |
| Phil Healy                                             | 200 m féminin           | 23 s 21          | 5e          | Éliminée      | Éliminée    | Éliminée        | Éliminée |
| Phil Healy                                             | 400 m féminin           | 51 s 98          | 4e          | Éliminée      | Éliminée    | Éliminée        | Éliminée |
| Síofra Cléirigh Büttner                                | 800 m féminin           | 2 min 4 s 62     | 7e          | Éliminée      | Éliminée    | Éliminée        | Éliminée |
| Nadia Power                                            | 800 m féminin           | 2 min 3 s 74     | 7e          | Éliminée      | Éliminée    | Éliminée        | Éliminée |
| Louise Shanahan                                        | 800 m féminin           | 2 min 3 s 57     | 7e          | Éliminée      | Éliminée    | Éliminée        | Éliminée |
| Sarah Healy                                            | 1 500 m féminin         | 4 min 9 s 78     | 11e         | Éliminée      | Éliminée    | Éliminée        | Éliminée |
| Ciara Mageean                                          | 1 500 m féminin         | 4 min 7 s 29     | 10e         | Éliminée      | Éliminée    | Éliminée        | Éliminée |
| Sarah Lavin                                            | 100 m haies             | 13 s 16          | 7e          | Éliminée      | Éliminée    | Éliminée        | Éliminée |
| Michelle Finn                                          | 3 000 m steeple féminin | 9 min 36 s 26    | 9e          | Non disputé   | Non disputé | Éliminée        | Éliminée |
| Eilish Flanagan                                        | 3 000 m steeple féminin | 9 min 34 s 86    | 12e         | Non disputé   | Non disputé | Éliminée        | Éliminée |
| Aoife Cooke                                            | Marathon féminin        | Non disputé      | Non disputé | Non disputé   | Non disputé | Abandon         | Abandon  |
| Fionnuala McCormack                                    | Marathon féminin        | Non disputé      | Non disputé | Non disputé   | Non disputé | 2 h 34 min 9 s  | 25e      |
| Sophie Becker Cillín Greene Phil Healy Chris O'Donnell | Relais 4 × 400 m mixte  | 3 min 12 s 88 NR | 4e          | Non disputé   | Non disputé | 3 min 15 s 4    | 8e       |

### Aviron
| Athlète                                               | Compétition                          | Série         | Série | Repêchages     | Repêchages     | Quarts de finale | Quarts de finale | Demi-finale                     | Demi-finale | Finale                 | Finale                              |
| Athlète                                               | Compétition                          | Temps         | Rang  | Temps          | Rang           | Temps            | Rang             | Temps                           | Rang        | Temps                  | Rang                                |
| ----------------------------------------------------- | ------------------------------------ | ------------- | ----- | -------------- | -------------- | ---------------- | ---------------- | ------------------------------- | ----------- | ---------------------- | ----------------------------------- |
| Ronan Byrne Philip Doyle                              | Deux de couple masculin              | 6 min 14 s 40 | 4e    | 6 min 29 s 90  | 3e             | Non disputé      | Non disputé      | Demi-finale A/B 6 min 49 s 6    | 6e          | Finale B 6 min 16 s 89 | 10e                                 |
| Fintan McCarthy Paul O'Donovan                        | Deux de couple poids légers masculin | 6 min 23 s 74 | 1er   | Non concernés  | Non concernés  | Non disputé      | Non disputé      | Demi-finale A/B 6 min 5 s 33 WR | 1er         | Finale A 6 min 6 s 43  | Médaille d'or, Jeux olympiques      |
| Sanita Pušpure                                        | Skiff féminin                        | 7 min 46 s 8  | 1re   | Non concernée  | Non concernée  | 7 min 58 s 30    | 1re              | Demi-finale A/B 7 min 34 s 40   | 5e          | Finale B Abandon       | 12e                                 |
| Aoife Casey Margaret Cremen                           | Deux de couple poids légers féminin  | 7 min 17 s 67 | 5e    | 7 min 23 s 46  | 3e             | Non disputé      | Non disputé      | Demi-finale A/B 6 min 48 s 24   | 5e          | Finale B 6 min 49 s 90 | 8e                                  |
| Aileen Crowley Monika Dukarska                        | Deux sans barreur féminin            | 7 min 23 s 71 | 4e    | 7 min 31 s     | 3e             | Non disputé      | Non disputé      | Demi-finale A/B 7 min 6 s 7     | 5e          | Finale B 7 min 2 s 22  | 11e                                 |
| Aifric Keogh Eimear Lambe Fiona Murtagh Emily Hegarty | Quatre sans barreur féminin          | 6 min 28 s 94 | 2e    | Non concernées | Non concernées | Non disputé      | Non disputé      | Non disputé                     | Non disputé | Finale A 6 min 20 s 48 | Médaille de bronze, Jeux olympiques |

### Badminton
| Athlète     | Compétition   | Phase de groupes                  | Phase de groupes                 | Phase de groupes | 1/8e de finale   | Quarts de finale | Demi-finales     | Finale           | Finale  |
| Athlète     | Compétition   | Adversaire Score                  | Adversaire Score                 | Rang             | Adversaire Score | Adversaire Score | Adversaire Score | Adversaire Score | Rang    |
| ----------- | ------------- | --------------------------------- | -------------------------------- | ---------------- | ---------------- | ---------------- | ---------------- | ---------------- | ------- |
| Nhat Nguyen | Simple hommes | Karunaratne Victoire 21-16, 21-14 | Wang Défaite 12-21, 21-18, 12-21 | 2e du gr. F      | Éliminé          | Éliminé          | Éliminé          | Éliminé          | Éliminé |

### Boxe
| Athlète           | Catégorie                 | 1/16e de finale      | 1/8e de finale            | Quart de finale     | Demi-finale            | Finale                | Rang                                |         |
| Athlète           | Catégorie                 | Adversaire Résultat  | Adversaire Résultat       | Adversaire Résultat | Adversaire Résultat    | Adversaire Résultat   | Rang                                |         |
| ----------------- | ------------------------- | -------------------- | ------------------------- | ------------------- | ---------------------- | --------------------- | ----------------------------------- | ------- |
| Brendan Irvine    | Mouches hommes (-52 kg)   | Paalam Défaite 1-4   | Éliminé                   | Éliminé             | Éliminé                | Éliminé               | Éliminé                             | Éliminé |
| Kurt Walker       | Plumes hommes (-57 kg)    | Quiles Victoire 5-0  | Mirzahalilov Victoire 4-1 | Ragan Défaite 2-3   | Éliminé                | Éliminé               | Éliminé                             |         |
| Aidan Walsh       | Welters hommes (-69 kg)   | Exemptée             | Mengue Victoire 5-0       | Clair Victoire 4-1  | McCormack Défaite (FF) | Éliminé               | Médaille de bronze, Jeux olympiques |         |
| Emmett Brennan    | Mi-lourds hommes (-81 kg) | Ruzmetov Défaite 0-5 | Éliminé                   | Éliminé             | Éliminé                | Éliminé               | Éliminé                             |         |
| Michaela Walsh    | Plumes femmes (-57 kg)    | Exemptée             | Testa Défaite 1-4         | Éliminée            | Éliminée               | Éliminée              | Éliminée                            |         |
| Kellie Harrington | Légers femmes (-60 kg)    | Exemptée             | Nicoli Victoire 5-0       | Khelif Victoire 5-0 | Seesondee Victoire 3-2 | Ferreira Victoire 5-0 | Médaille d'or, Jeux olympiques      |         |
| Aoife O'Rourke    | Moyens femmes (-75 kg)    | Non disputé          | Li Défaite 0-5            | Éliminée            | Éliminée               | Éliminée              | Éliminée                            |         |

### Canoë-kayak
| Athlète    | Compétition  | Série    | Série | Série    | Série | Série    | Série | Demi-finale | Demi-finale | Finale  | Finale  |
| Athlète    | Compétition  | Run 1    | Rang  | Run 2    | Rang  | Meilleur | Rang  | Temps       | Rang        | Temps   | Rang    |
| ---------- | ------------ | -------- | ----- | -------- | ----- | -------- | ----- | ----------- | ----------- | ------- | ------- |
| Liam Jegou | C-1 masculin | 174 s 57 | 18e   | 104 s 40 | 9e    | 104 s 40 | 11e   | 208 s 39    | 15e         | Éliminé | Éliminé |

### Cyclisme

#### Sur piste
| Athlète     | Compétition | Scratch | Scratch | Course tempo | Course tempo | Élimination | Élimination | Course aux points | Course aux points | Total | Rang |
| Athlète     | Compétition | Rang    | Points  | Rang         | Points       | Rang        | Points      | Rang              | Points            | Total | Rang |
| ----------- | ----------- | ------- | ------- | ------------ | ------------ | ----------- | ----------- | ----------------- | ----------------- | ----- | ---- |
| Mark Downey | Hommes      | 16e     | 10      | 19e          | 4            | 19e         | 4           | 9e                | 0                 | 18    | 17e  |
| Emily Kay   | Femmes      | 13e     | 16      | 13e          | 16           | 9e          | 24          | 15e               | 0                 | 56    | 13e  |

| Athlète                    | Épreuve | Points | Tours | Classement |
| -------------------------- | ------- | ------ | ----- | ---------- |
| Mark Downey Felix English  | Hommes  | ab.    | -40   | 12e        |
| Emily Kay Shannon McCurley | Femmes  | ab.    | -40   | 13e        |

#### Sur route
| Athlète       | Compétition | Temps             | Rang |
| ------------- | ----------- | ----------------- | ---- |
| Nicolas Roche | Hommes      | 1 h 1 min 23 s 13 | 28e  |

| Athlète       | Compétition | Temps           | Rang |
| ------------- | ----------- | --------------- | ---- |
| Eddie Dunbar  | Hommes      | 6 h 21 min 46 s | 76e  |
| Dan Martin    | Hommes      | 6 h 9 min 4 s   | 16e  |
| Nicolas Roche | Hommes      | 6 h 21 min 46 s | 75e  |

### Équitation
| Athlète        | Cheval  | Compétition | Grand Prix | Grand Prix | Grand prix spécial | Grand prix spécial | Grand prix libre | Grand prix libre | Total    | Total    |
| Athlète        | Cheval  | Compétition | Score      | Rang       | Score              | Rang               | Technique        | Artistique       | Score    | Rang     |
| -------------- | ------- | ----------- | ---------- | ---------- | ------------------ | ------------------ | ---------------- | ---------------- | -------- | -------- |
| Heike Holstein | Sambuca | Individuel  | 68,432     | 37e        | Éliminée           | Éliminée           | Éliminée         | Éliminée         | Éliminée | Éliminée |

| Athlète                                | Cheval             | Compétition | Dressage  | Dressage | Cross-country | Cross-country | Cross-country | Saut d'obstacles | Saut d'obstacles | Saut d'obstacles | Saut d'obstacles | Saut d'obstacles | Saut d'obstacles | Total     | Total |
| Athlète                                | Cheval             | Compétition | Dressage  | Dressage | Cross-country | Cross-country | Cross-country | Qualification    | Qualification    | Qualification    | Finale           | Finale           | Finale           | Total     | Total |
| Athlète                                | Cheval             | Compétition | Pénalités | Rang     | Pénalités     | Total         | Rang          | Pénalités        | Total            | Rang             | Pénalités        | Total            | Rang             | Pénalités | Rang  |
| -------------------------------------- | ------------------ | ----------- | --------- | -------- | ------------- | ------------- | ------------- | ---------------- | ---------------- | ---------------- | ---------------- | ---------------- | ---------------- | --------- | ----- |
| Sarah Ennis                            | Woodcourt Garrison | Individuel  | 38,10     | 50e      | 37,60         | 75,70         | 41e           | 4,00             | 79,36            | 36e              | Non qualifiée    | Non qualifiée    | Non qualifiée    | 79,70     | 36e   |
| Austin O'Connor                        | Colorado Blue      | Individuel  | 38,00     | 49e      | 0,00          | 38,00         | 20e           | 4,00             | 42,00            | 18e              | 4,00             | 46,00            | 13e              | 46,00     | 13e   |
| Sam Watson                             | Flamenco           | Individuel  | 34,30     | 38e      | 13,00         | 47,30         | 31e           | 8,00             | 55,30            | 30e              | Non qualifiée    | Non qualifiée    | Non qualifiée    | 55,30     | 30e   |
| Sarah Ennis Austin O'Connor Sam Watson | voir ci-dessus     | Par équipes | 110,40    | 13e      | 50,60         | 161,00        | 8e            | 16,00            | 177,00           | 8e               | Non disputé      | Non disputé      | Non disputé      | 177,00    | 8e    |

| Athlète                                    | Cheval                          | Compétition | Qualification | Qualification | Qualification | Qualification | Qualification | Finale    | Finale    | Finale    | Finale   | Finale   |
| Athlète                                    | Cheval                          | Compétition | Pénalités     | Pénalités     | Pénalités     | Temps         | Rang          | Pénalités | Pénalités | Pénalités | Temps    | Rang     |
| Athlète                                    | Cheval                          | Compétition | Saut          | Temps         | Total         | Temps         | Rang          | Saut      | Temps     | Total     | Temps    | Rang     |
| ------------------------------------------ | ------------------------------- | ----------- | ------------- | ------------- | ------------- | ------------- | ------------- | --------- | --------- | --------- | -------- | -------- |
| Bertram Allen                              | Pacino Amiro                    | Individuel  | 0,00          | 0,00          | 0,00          | 85,18         | =1er          | 8,00      | 0,00      | 8,00      | 84,64    | 15e      |
| Darragh Kenny                              | Cartello                        | Individuel  | 0,00          | 0,00          | 0,00          | 82,01         | =1er          | 8,00      | 0,00      | 8,00      | 85,11    | 17e      |
| Cian O'Connor                              | Kilkenny                        | Individuel  | 0,00          | 0,00          | 0,00          | 88,66         | =1er          | 0,00      | 1,00      | 1,00      | 88,45    | 7e       |
| Bertram Allen Darragh Kenny Shane Sweetnam | Alejandro Pacino Amiro Cartello | Par équipes | Éliminés      | Éliminés      | Éliminés      | Éliminés      | Éliminés      | Éliminés  | Éliminés  | Éliminés  | Éliminés | Éliminés |

### Golf
| Athlète          | Compétition       | Scores | Scores | Scores | Scores | Total     | Rang |
| Athlète          | Compétition       | Jour 1 | Jour 2 | Jour 3 | Jour 4 | Total     | Rang |
| ---------------- | ----------------- | ------ | ------ | ------ | ------ | --------- | ---- |
| Shane Lowry      | Épreuve masculine | 70     | 65     | 68     | 70     | 274 (-10) | T22  |
| Rory McIlroy     | Épreuve masculine | 69     | 66     | 67     | 67     | 269 (-15) | T4   |
| Leona Maguire    | Épreuve féminine  | 71     | 67     | 70     | 71     | 279 (-5)  | T23  |
| Stephanie Meadow | Épreuve féminine  | 72     | 66     | 68     | 66     | 272 (-12) | 7e   |

### Gymnastique artistique
| Athlète          | Compétition     | Qualifications | Qualifications | Qualifications | Qualifications | Qualifications    | Qualifications | Qualifications | Qualifications | Finale   | Finale         | Finale   | Finale   | Finale            | Finale     | Finale | Finale |
| Athlète          | Compétition     | Appareil       | Appareil       | Appareil       | Appareil       | Appareil          | Appareil       | Total          | Rang           | Appareil | Appareil       | Appareil | Appareil | Appareil          | Appareil   | Total  | Rang   |
| Athlète          | Compétition     | Sol            | Cheval d'arçon | Anneaux        | Saut           | Barres parallèles | Barre fixe     | Total          | Rang           | Sol      | Cheval d'arçon | Anneaux  | Saut     | Barres parallèles | Barre fixe | Total  | Rang   |
| ---------------- | --------------- | -------------- | -------------- | -------------- | -------------- | ----------------- | -------------- | -------------- | -------------- | -------- | -------------- | -------- | -------- | ----------------- | ---------- | ------ | ------ |
| Rhys McClenaghan | Cheval d'arçons | -              | 15,266         | -              | -              | -                 | -              | 15,266         | 2e             | -        | 13,100         | -        | -        | -                 | -          | 13,100 | 7e     |

| Athlète    | Compétition      | Qualifications | Qualifications      | Qualifications | Qualifications | Qualifications | Qualifications | Finale   | Finale              | Finale   | Finale   | Finale   | Finale   |
| Athlète    | Compétition      | Appareil       | Appareil            | Appareil       | Appareil       | Total          | Rang           | Appareil | Appareil            | Appareil | Appareil | Total    | Rang     |
| Athlète    | Compétition      | Saut           | Barres asymétriques | Poutre         | Sol            | Total          | Rang           | Saut     | Barres asymétriques | Poutre   | Sol      | Total    | Rang     |
| ---------- | ---------------- | -------------- | ------------------- | -------------- | -------------- | -------------- | -------------- | -------- | ------------------- | -------- | -------- | -------- | -------- |
| Megan Ryan | Concours général | 13,200         | 11,533              | 10,466         | 12,000         | 47,199         | 72e            | Éliminée | Éliminée            | Éliminée | Éliminée | Éliminée | Éliminée |

### Hockey sur gazon
| Compétition     | Phase de groupe             | Phase de groupe      | Phase de groupe       | Phase de groupe  | Phase de groupe             | Phase de groupe | Quart de finale  | Demi-finale      | Finale / MB      | Finale / MB |
| Compétition     | Adversaire Score            | Adversaire Score     | Adversaire Score      | Adversaire Score | Adversaire Score            | Rang            | Adversaire Score | Adversaire Score | Adversaire Score | Rang        |
| --------------- | --------------------------- | -------------------- | --------------------- | ---------------- | --------------------------- | --------------- | ---------------- | ---------------- | ---------------- | ----------- |
| Tournoi féminin | Afrique du Sud Victoire 2-0 | Pays-Bas Défaite 0-4 | Allemagne Défaite 2-4 | Inde Défaite 0-1 | Grande-Bretagne Défaite 0-2 | 5e              | Éliminées        | Éliminées        | Éliminées        | Éliminées   |

### Judo
| Athlète           | Compétition            | 1er tour                | 2e tour             | Quart de finale     | Demi-finale         | Repêchage           | Finale / MB         | Rang     |
| Athlète           | Compétition            | Adversaire Résultat     | Adversaire Résultat | Adversaire Résultat | Adversaire Résultat | Adversaire Résultat | Adversaire Résultat | Rang     |
| ----------------- | ---------------------- | ----------------------- | ------------------- | ------------------- | ------------------- | ------------------- | ------------------- | -------- |
| Benjamin Fletcher | Moins de 100 kg hommes | Khurramov Défaite 00-01 | Éliminé             | Éliminé             | Éliminé             | Éliminé             | Éliminé             | Éliminé  |
| Megan Fletcher    | Moins de 70 kg femmes  | Polleres Défaite 00-01  | Éliminée            | Éliminée            | Éliminée            | Éliminée            | Éliminée            | Éliminée |

### Natation
| Athlète                                               | Épreuve                       | Série            | Série   | Demi-finale  | Demi-finale | Finale       | Finale   |
| Athlète                                               | Épreuve                       | Temps            | Rang    | Temps        | Rang        | Temps        | Rang     |
| ----------------------------------------------------- | ----------------------------- | ---------------- | ------- | ------------ | ----------- | ------------ | -------- |
| Daniel Wiffen                                         | 800 m nage libre masculin     | 7 min 51 s 65 NR | 14e     | Non disputé  | Non disputé | Éliminé      | Éliminé  |
| Daniel Wiffen                                         | 1 500 m nage libre masculin   | 15 min 7 s 69 NR | 20e     | Non disputé  | Non disputé | Éliminé      | Éliminé  |
| Darragh Greene                                        | 100 m brasse masculin         | 1 min 0 s 30     | 29e     | Éliminé      | Éliminé     | Éliminé      | Éliminé  |
| Darragh Greene                                        | 200 m brasse masculin         | 2 min 11 s 9     | 23e     | Éliminé      | Éliminé     | Éliminé      | Éliminé  |
| Shane Ryan                                            | 100 m dos masculin            | Forfait          | Forfait | Éliminé      | Éliminé     | Éliminé      | Éliminé  |
| Shane Ryan                                            | 100 m papillon masculin       | 52 s 52 NR       | 37e     | Éliminé      | Éliminé     | Éliminé      | Éliminé  |
| Brendan Hyland Finn McGeever Jack McMillan Shane Ryan | 4 × 200 m nage libre masculin | 7 min 15 s 48    | 14e     | Non disputé  | Non disputé | Éliminés     | Éliminés |
| Danielle Hill                                         | 50 m nage libre féminin       | 25 s 70          | 33e     | Éliminée     | Éliminée    | Éliminée     | Éliminée |
| Danielle Hill                                         | 100 m dos féminin             | 1 min 0 s 86     | 25e     | Éliminée     | Éliminée    | Éliminée     | Éliminée |
| Mona McSharry                                         | 100 m brasse féminin          | 1 h 6 min 39 s   | 9e      | 1 min 6 s 59 | 8e          | 1 min 6 s 94 | 8e       |
| Mona McSharry                                         | 200 m brasse féminin          | 2 min 25 s 8 NR  | 20e     | Éliminée     | Éliminée    | Éliminée     | Éliminée |
| Ellen Walshe                                          | 100 m papillon féminin        | 59 s 35          | 24e     | Éliminée     | Éliminée    | Éliminée     | Éliminée |
| Ellen Walshe                                          | 200 m 4 nages féminin         | 2 min 13 s 34    | 19e     | Éliminée     | Éliminée    | Éliminée     | Éliminée |

### Pentathlon moderne
| Athlète       | Compétition          | Escrime (épée, une touche) | Escrime (épée, une touche) | Natation (200 m nage libre) | Natation (200 m nage libre) | Natation (200 m nage libre) | Équitation (saut d'obstacles) | Équitation (saut d'obstacles) | Équitation (saut d'obstacles) | Combiné course/tir (3 200 m / pistolet à 10 m) | Combiné course/tir (3 200 m / pistolet à 10 m) | Combiné course/tir (3 200 m / pistolet à 10 m) | Total | Rang |
| Athlète       | Compétition          | Rang                       | Points                     | Temps                       | Rang                        | Points                      | Pénalités                     | Rang                          | Points                        | Temps                                          | Rang                                           | Points                                         | Total | Rang |
| ------------- | -------------------- | -------------------------- | -------------------------- | --------------------------- | --------------------------- | --------------------------- | ----------------------------- | ----------------------------- | ----------------------------- | ---------------------------------------------- | ---------------------------------------------- | ---------------------------------------------- | ----- | ---- |
| Natalya Coyle | Compétition féminine | 3e                         | 239                        | 2 min 13 s 88               | 13e                         | 283                         | 66                            | 28e                           | 234                           | 13 min 8 s 51                                  | 28e                                            | 512                                            | 1 268 | 24e  |

### Plongeon
| Athlète        | Compétition                 | Éliminatoires | Éliminatoires | Demi-finale | Demi-finale | Finale   | Finale   |
| Athlète        | Compétition                 | Points        | Rang          | Points      | Rang        | Points   | Rang     |
| -------------- | --------------------------- | ------------- | ------------- | ----------- | ----------- | -------- | -------- |
| Oliver Dingley | Tremplin à 3 mètres hommes  | 335,00        | 25e           | Éliminé     | Éliminé     | Éliminé  | Éliminé  |
| Tanya Watson   | Haut-vol à 10 mètres femmes | 289,40        | 16e           | 278,15      | 15e         | Éliminée | Éliminée |

### Rugby à sept
| Compétition      | Phase de groupe              | Phase de groupe          | Phase de groupe     | Phase de groupe | Quart de finale / MC | Demi-finale / MC           | Finale / 3e / MC   | Finale / 3e / MC |
| Compétition      | Adversaire Score             | Opposition Score         | Opposition Score    | Rang            | Opposition Score     | Opposition Score           | Opposition Score   | Rang             |
| ---------------- | ---------------------------- | ------------------------ | ------------------- | --------------- | -------------------- | -------------------------- | ------------------ | ---------------- |
| Tournoi masculin | Afrique du Sud Défaite 14-33 | États-Unis Défaite 17-19 | Kenya Victoire 12-7 | 3e              | Non qualifiés        | Corée du Sud Victoire 31-0 | Kenya Défaite 0-22 | 10e              |

### Taekwondo
| Athlète      | Compétition           | Huitièmes de finale  | Quarts de finale    | Demi-finale         | Repêchage           | Finale / MB         | Rang    |
| Athlète      | Compétition           | Adversaire Résultat  | Adversaire Résultat | Adversaire Résultat | Adversaire Résultat | Adversaire Résultat | Rang    |
| ------------ | --------------------- | -------------------- | ------------------- | ------------------- | ------------------- | ------------------- | ------- |
| Jack Woolley | Moins de 58 kg hommes | Guzmán Défaite 19-22 | Éliminé             | Éliminé             | Éliminé             | Éliminé             | Éliminé |

### Tir
| Athlète       | Compétition | Qualification | Qualification | Finale  | Finale  |
| Athlète       | Compétition | Points        | Rang          | Points  | Rang    |
| ------------- | ----------- | ------------- | ------------- | ------- | ------- |
| Derek Burnett | Trap,       | 118           | 26e           | Éliminé | Éliminé |

### Triathlon
| Athlète       | Compétition | Natation (1,5 km) | Transition 1 | Vélo (40 km)  | Transition 2 | Course (10 km) | Temps           | Résultat |
| ------------- | ----------- | ----------------- | ------------ | ------------- | ------------ | -------------- | --------------- | -------- |
| Russell White | Hommes      | 18 min 35 s       | 44 s         | 57 min 40 s   | 36 s         | 37 min 5 s     | 1 h 54 min 40 s | 48e      |
| Carolyn Hayes | Femmes      | 20 min 10 s       | 43 s         | 1 h 6 min 4 s | 30 s         | 34 min 43 s    | 2 h 2 min 10 s  | 23e      |

### Voile
| Athlète                       | Compétition         | Régate | Régate | Régate | Régate | Régate | Régate | Régate | Régate | Régate | Régate | Régate      | Régate      | Régate | Total net | Rang final |
| Athlète                       | Compétition         | 1      | 2      | 3      | 4      | 5      | 6      | 7      | 8      | 9      | 10     | 11          | 12          | CM     | Total net | Rang final |
| ----------------------------- | ------------------- | ------ | ------ | ------ | ------ | ------ | ------ | ------ | ------ | ------ | ------ | ----------- | ----------- | ------ | --------- | ---------- |
| Robert Dickson Sean Waddilove | 49er hommes         | 1      | 12     | 11     | 13     | dsq    | dsq    | 8      | 18     | 8      | 3      | 17          | 1           | EL     | 112       | 13e        |
| Annalise Murphy               | Laser Radial femmes | 35     | 12     | 24     | 37     | 9      | 10     | 1      | 2      | 30     | 40     | Non disputé | Non disputé | EL     | 160       | 18e        |